# Міські статистичні агломерації США

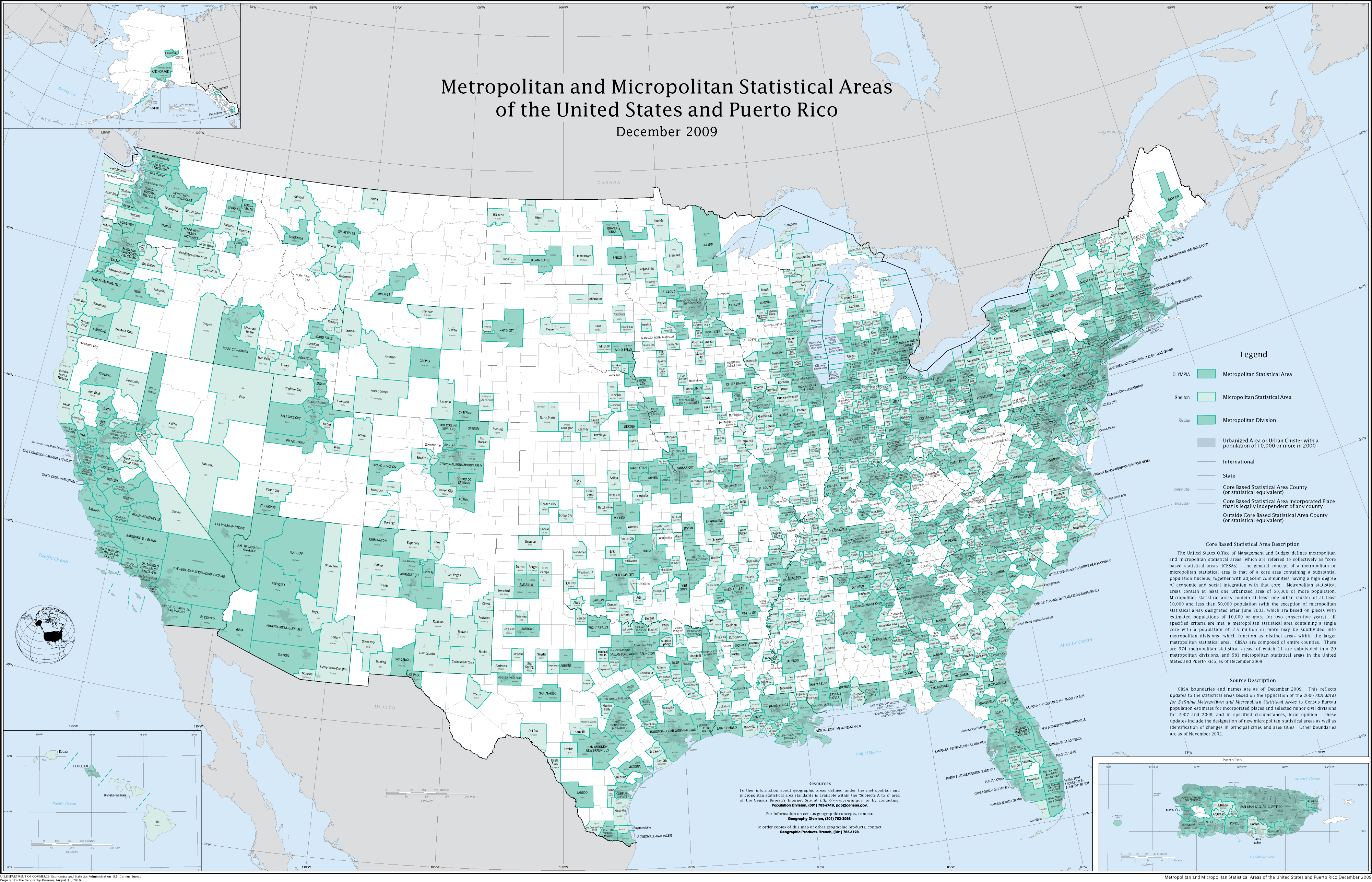
Метрополітенські й мікрополітенські статистичні зони на 2009 рік

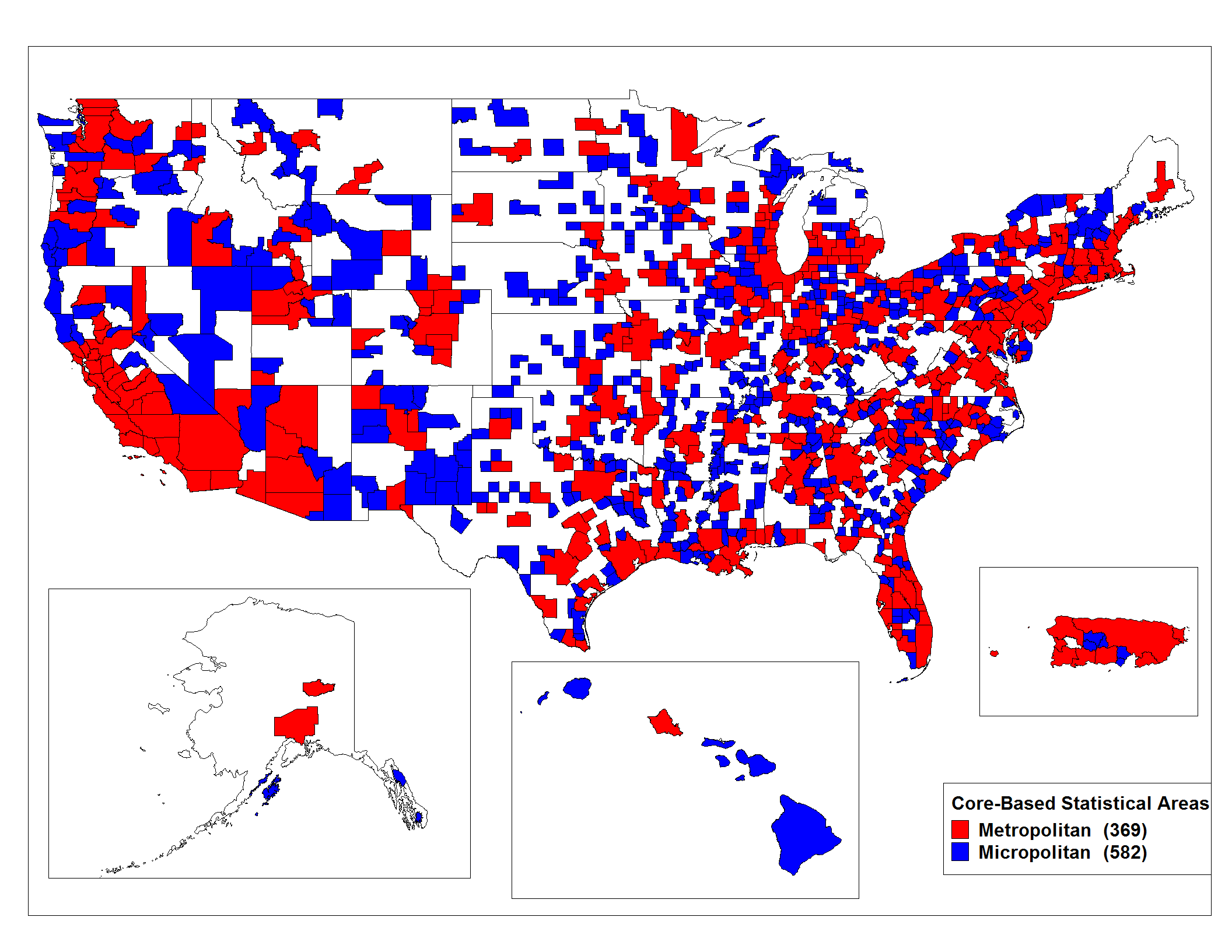
Метрополітенські статистичні агломерації на мапі США (позначені червоним)

Міські статистичні агломерації, або Метрополітенські статистичні зони (МСА) (англ. Metropolitan statistical area (MSA)) США — визначені американським урядом території міських агломерацій, що являють собою пов'язані економічно урбанізовані території з високою щільністю населення. Складаються зі штатних округів. 
Міські агломераціями з меншим населенням офіційно називаються мікрополітенські статистичні зони. 
Конурбації агломерацій американський уряд називає Комбінованими статистичними зонами (Combined statistical areas), які можуть включати у себе як метрополітенські, так мікрополітенські статистичні зони..
Юридичним попередником були Стандартні міські статистичні агломерації (англ. Standard Metropolitan Statistical Area, (SMSA)).  
Такі агломерації не є комунами чи адміністративними утвореннями як місто чи округ або ж таким незалежним утворенням як штат.
Лише Бюро управління і бюджету США (англ. U.S. Office of Management and Budget) визначає поділ на МСА, яким користаються Бюро перепису населення США (англ. U.S. Census Bureau) та інші американські урядовими установами виключно зі статистичною метою. 

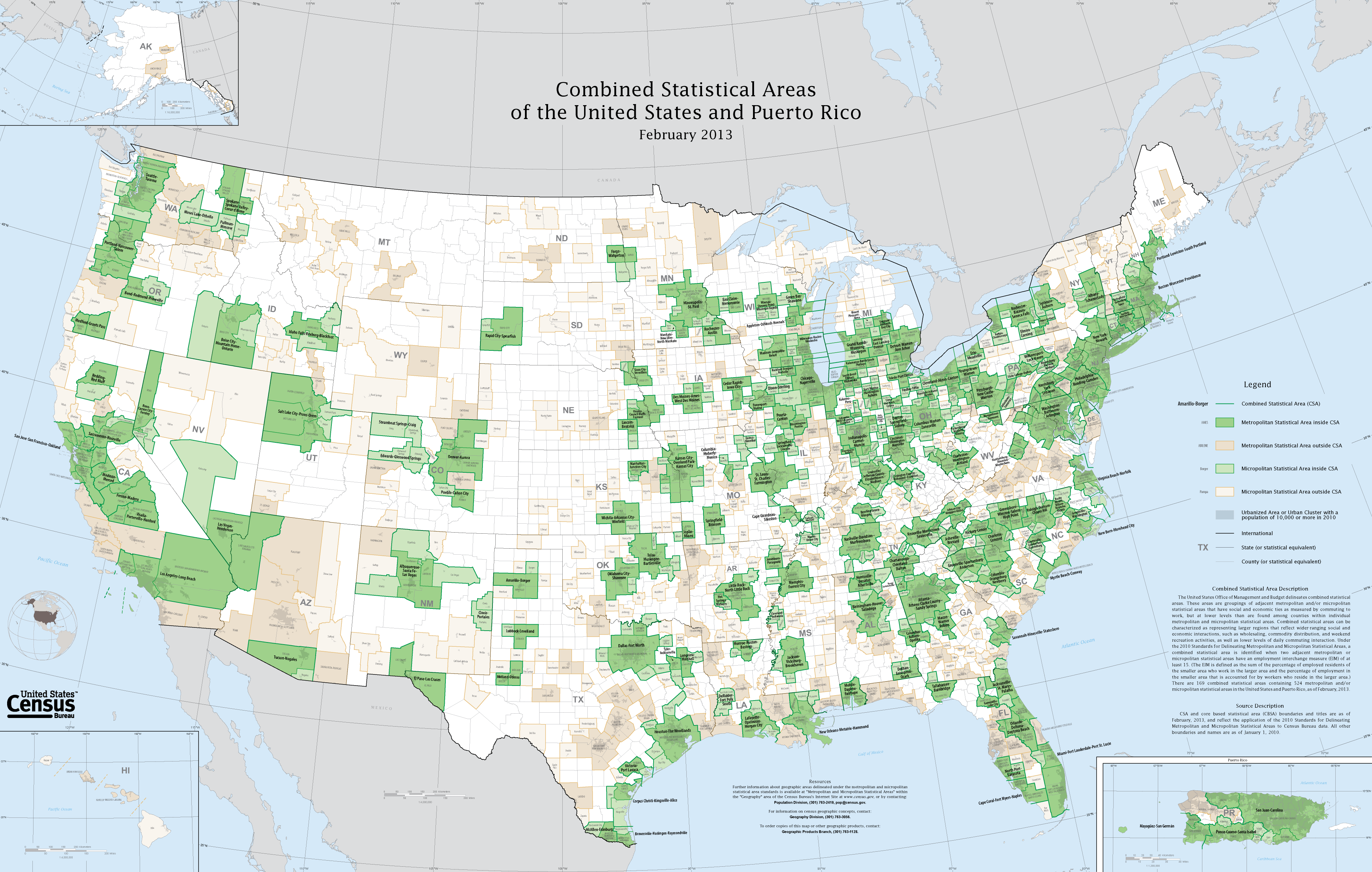
Комбіновані статистичні агломерації США, 2013 рік